# Faro de Portmán
El Faro de Portmán está situado en Cartagena, Región de Murcia, España, sobre un promontorio al este de la ensenada de Portmán. Se compone de un edificio de planta rectangular y una torre cilíndrica blanca con una altura de 8 metros alcanzando el plano focal una altura de 49 metros sobre el nivel del mar. Está completamente automatizado. De luz blanca, tiene un periodo de 3,5 segundos, con una luz de 2,5 segundos y una ocultación de 1 segundo. Su alcance nominal nocturno es de 13 millas náuticas.

## Antecedentes históricos
La Real Orden de 28 de junio de 1860 dispone la construcción de un faro de 5º orden en Portmán. Debido a que en esta localización se planeaba a su vez construir unas defensas costeras, la Real Orden de 8 de julio de 1862 crea una comisión para estudiar el diseño de ambas construcciones de un modo coordinado. El faro se construye sobre las ruinas de la Torre de San Gil reusándose parte de los materiales de la misma . Finalmente entra en funcionamiento el 31 de enero de 1865, exactamente el mismo día en el que lo hace el Faro de Cabo de Palos.

## Galería de imágenes

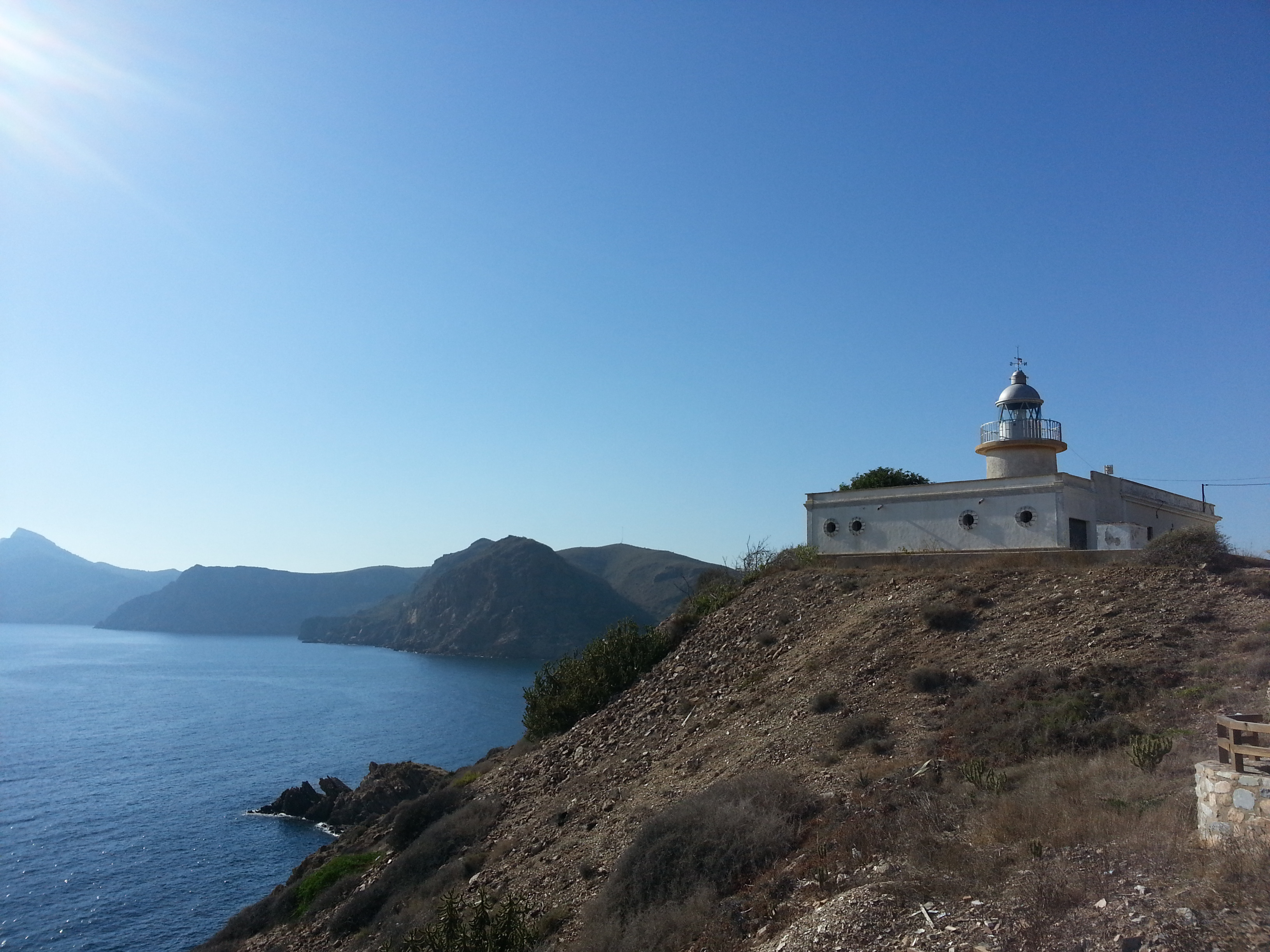
Vista del faro desde el este.
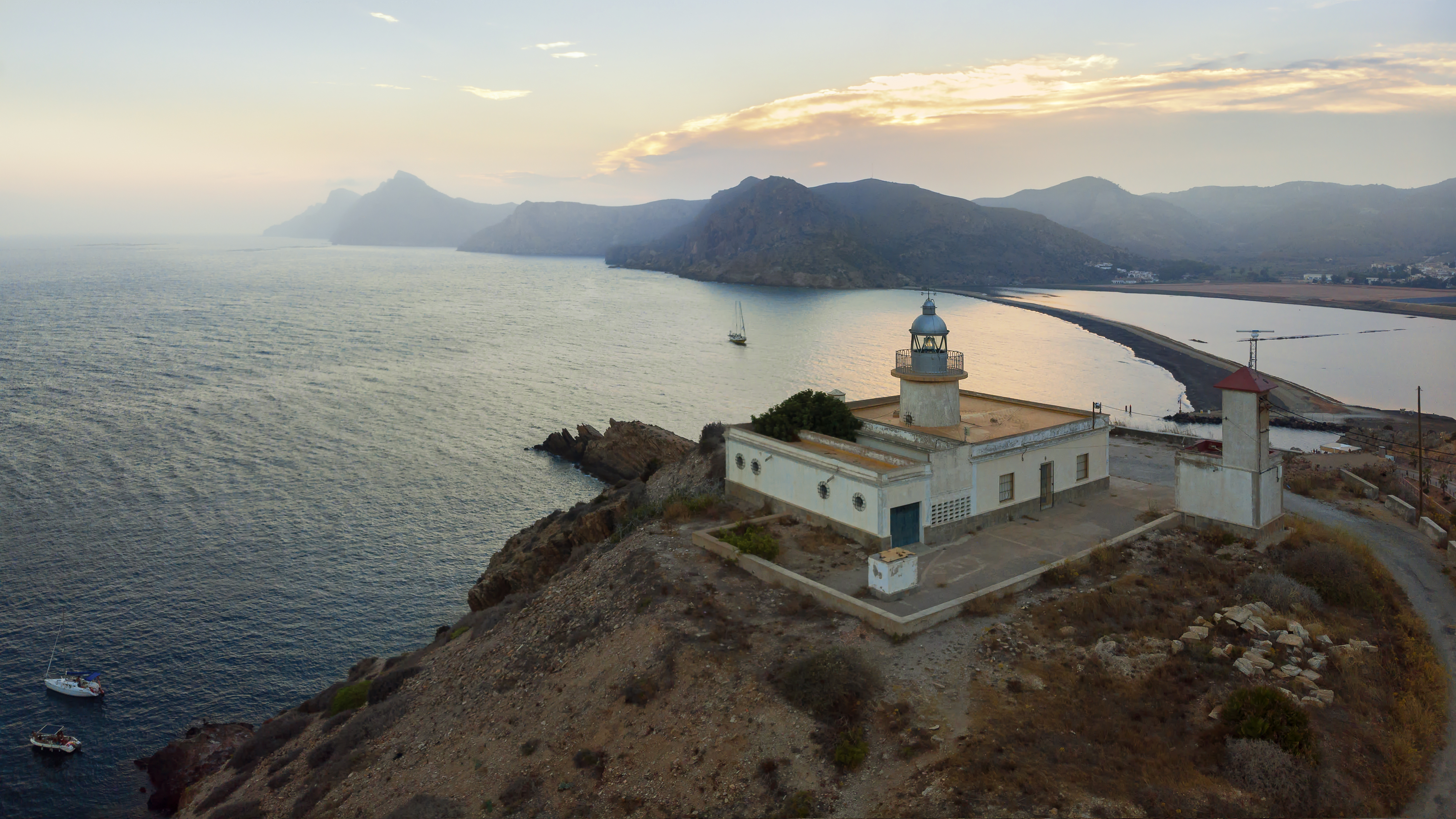
El faro y vista de la costa
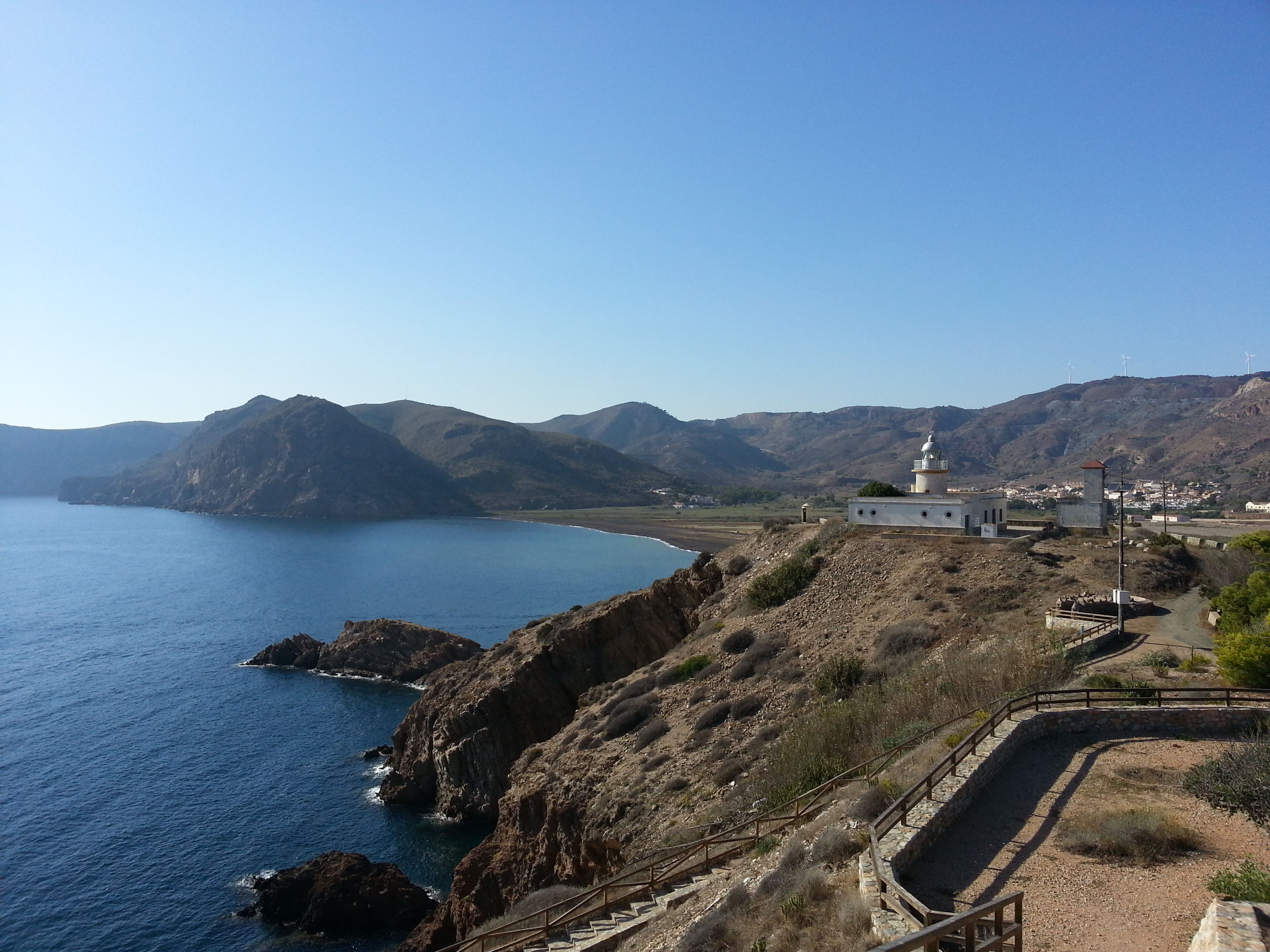
Vista del faro desde las antiguas baterías de defensa.